# 보다콤
보다콤(Vodacom)은 서남아프리카의 이동 통신 기업이다. 음성, 메시지, 데이터, 커버리지 서비스를 5500만 이상의 고객에게 제공한다. 남아프리카 공화국에 뿌리를 둔 보다콤은 탄자니아, 콩고 민주 공화국, 모잠비크, 레소토의 통신망까지 확대했으며 나이지리아, 잠비아, 앙골라, 케냐, 가나, 코트디부아르, 카메룬 등 32개 이상의 아프리카 국가들의 고개들에게 비즈니스 서비스를 제공한다.

## 같이 보기
- MTN 그룹